# Adalberto Lara de Almeida
Adalberto Lara de Almeida(* 23. Juni 1885 in Rio Grande do Sul; † 16. April 1961 in Rio de Janeiro) war ein brasilianischer Seeoffizier, der zuletzt als Vizeadmiral (Vice-almirante) 1946 Oberkommandierender der Flotte sowie zwischen 1946 und 1949 Chef des Stabes (Chefe do Estado-Maior da Armada) der Marine (Marinha do Brasil) war.

## Leben

### Ausbildung zum Seeoffizier und Erster Weltkrieg

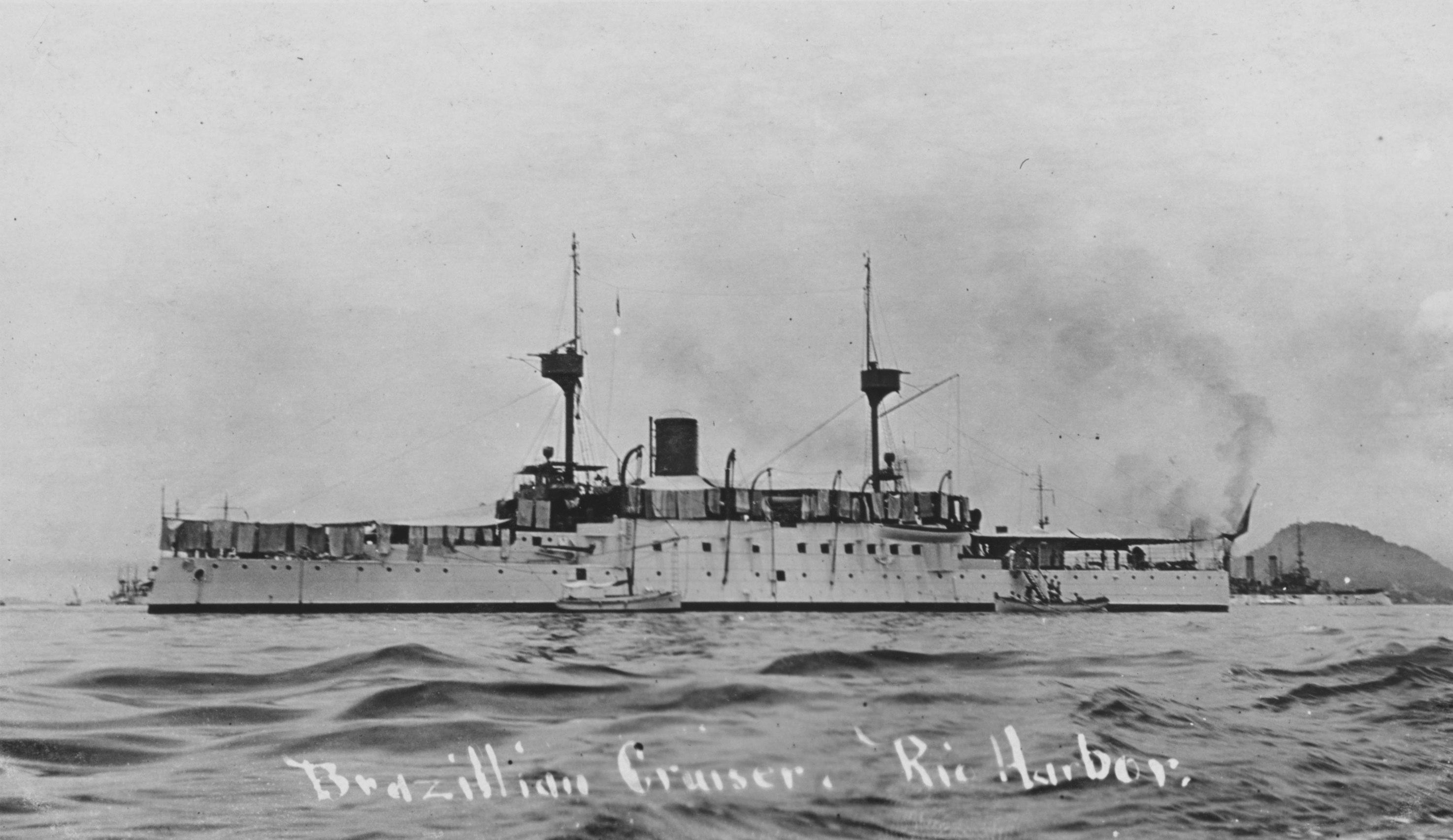
Zu Beginn seiner militärischen Laufbahn diente Leutnant zur See Almeida auf dem Schlachtschiff Deodoro.

Adalberto Lara de Almeida, Sohn von Francisco Sousa de Almeida und Palmira Lara de Almeida, begann nach dem Schulbesuch im April 1903 seine Ausbildung zum Seeoffizier an der Marineschule (Escola Naval) in Rio de Janeiro und wurde im Dezember 1905 zum Unterleutnant zur See (Guarda-marinha) befördert. Nachdem er im Dezember 1906 zum Leutnant zur See (Segundo-tenente) befördert worden war, wurde er im Januar 1907 an Bord des Kreuzers Tamandaré versetzt. 1908 wurde er an Bord des Dampfschiffs Carlos Gomes versetzt und versah anschließend Dienst auf dem Schlachtschiff Deodoro sowie auf dem Kreuzer Barroso. Er versah bis Mai 1909 Dienst in der Kreuzerdivision (Divisão de Cruzadores) und wurde im Mai 1910 an Bord des Zerstörers Sergipe versetzt. Im Januar 1913 wurde er Offizier an der Matrosenausbildungsschule (Escola de Aprendizes-Marinheiros) in Pará und wurde dort im April 1913 zum Oberleutnant zur See (Primeiro-tenente) befördert sowie zum Vizedirektor dieser Schule ernannt.
Im September 1913 wurde Almeida dem Kriegsdampfer Comandante Freitas zugeteilt, der während des Ersten Weltkrieges im Dienst der Wahrung der brasilianischen Neutralität diente. Er schrieb sich im April 1916 an der Schule für U-Boot-Verteidigung (Escola de Defesa Submarina) ein und machte im Dezember 1916 seinen Abschluss als Minenabwehr- und Torpedooffizier. Mit dem Eintritt Brasiliens in den Ersten Weltkrieg trat er im November 1917 dem Kriegsführungsdienst (Serviço de Operações de Guerra) bei und diente der Verteidigung des Hafens von Rio de Janeiro.

### Zwischenkriegszeit

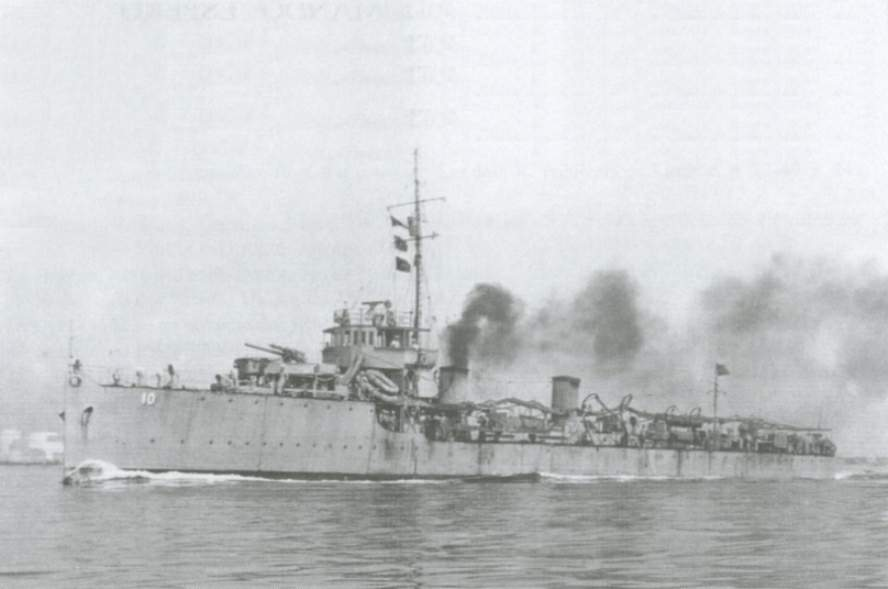
Im Februar 1932 wurde er Kommandant des Zerstörers Mato Grosso, mit dem er während der konstitutionellen Revolution in São Paulo, die von Juli bis Oktober 1932 dauerte, auf Seiten der loyalistischen Kräfte Patrouillenfahrten an der Nordküste von São Paulo unternahm.

Nach Kriegsende war Oberleutnant zur See Adalberto Lara de Almeida auf dem Minenabwehrstützpunkt (Base de Defesa Minada) im Hafen von Rio de Janeiro stationiert und fungierte dort als Instrukteur an der Torpedo-Berufsschule (Escola Profissional de Torpedos). Nach seiner Beförderung zum Kapitänleutnant (Capitão-tenente) im September 1921 wurde er wieder an Bord des Kreuzers Barroso versetzt, der im Februar 1923 nach Uruguay segelte und die brasilianische Vertretung zur Amtseinführung des gewählten Präsidenten Uruguays, José Serrato, brachte. Nach seiner Rückkehr übernahm er im Januar 1924 den Posten als Kommandant der Escola de Aprendizes-Marinheiros in Pará und trat im Dezember 1924 in die Navigationsabtteilung (Diretoria de Navegação) des Marinestabes ein. Er war von Mai bis Juli 1927 Assistent des Oberbefehlshabers der Flotte und wurde im August 1927 Leitender Navigationsoffizier auf dem Schlachtschiff Minas Gerais. Daraufhin fungierte er von Mai 1929 bis Oktober 1930 als Assistent von Konteradmiral Artur Thompson, einem Mitglied der Zentralkommission für Requisitionen (Comissão Central de Requisições).
Nach der von Getúlio Vargas angeführten Revolution vom Oktober 1930 wurde Almeida zum Kabinettsoffizier des Kriegsministers, Brigadegeneral José Fernandes Leite de Castro, ernannt. Im Dezember 1930 wurde er Kommandant des Minenabwehrstützpunktes von Rio de Janeiro und erhielt als solcher im August 1931 seine Beförderung zum Korvettenkapitän (Capitão-de-corveta). Im Februar 1932 wurde er Kommandant des Zerstörers Mato Grosso, mit dem er während der konstitutionellen Revolution in São Paulo, die von Juli bis Oktober 1932 dauerte, auf Seiten der loyalistischen Kräfte Patrouillenfahrten an der Nordküste von São Paulo unternahm. Im Dezember 1932 wurde er als Stabsoffizier in den Stab der Marine EMA (Estado-Maior da Armada) versetzt und besuchte ab Januar 1934 den Kommandeurslehrgang an der Marinekriegsschule (Escola de Guerra Naval), wo er im August 1934 zum Fregattenkapitän (Capitão-de-fragata) befördert wurde. Nach Abschluss des Lehrgangs wurde er im Februar 1935 Kommandant des Kreuzers Bahia und fungierte darauf zwischen Oktober 1935 und Februar 1937 als Direktor der João Batista das Neves-Schule. Im Februar 1937 kehrte er zum Stab der Marine zurück und bekleidete dort bis März 1938 den Posten als Leiter der Abteilung Kommunikation (Divisão de Comunicações), ehe er von März 1937 bis Januar 1939 Lehrassistent an der Marinekriegsschule war.

### Zweiter Weltkrieg, Aufstieg zum Vizeadmiral und Chef des Stabes der Marine

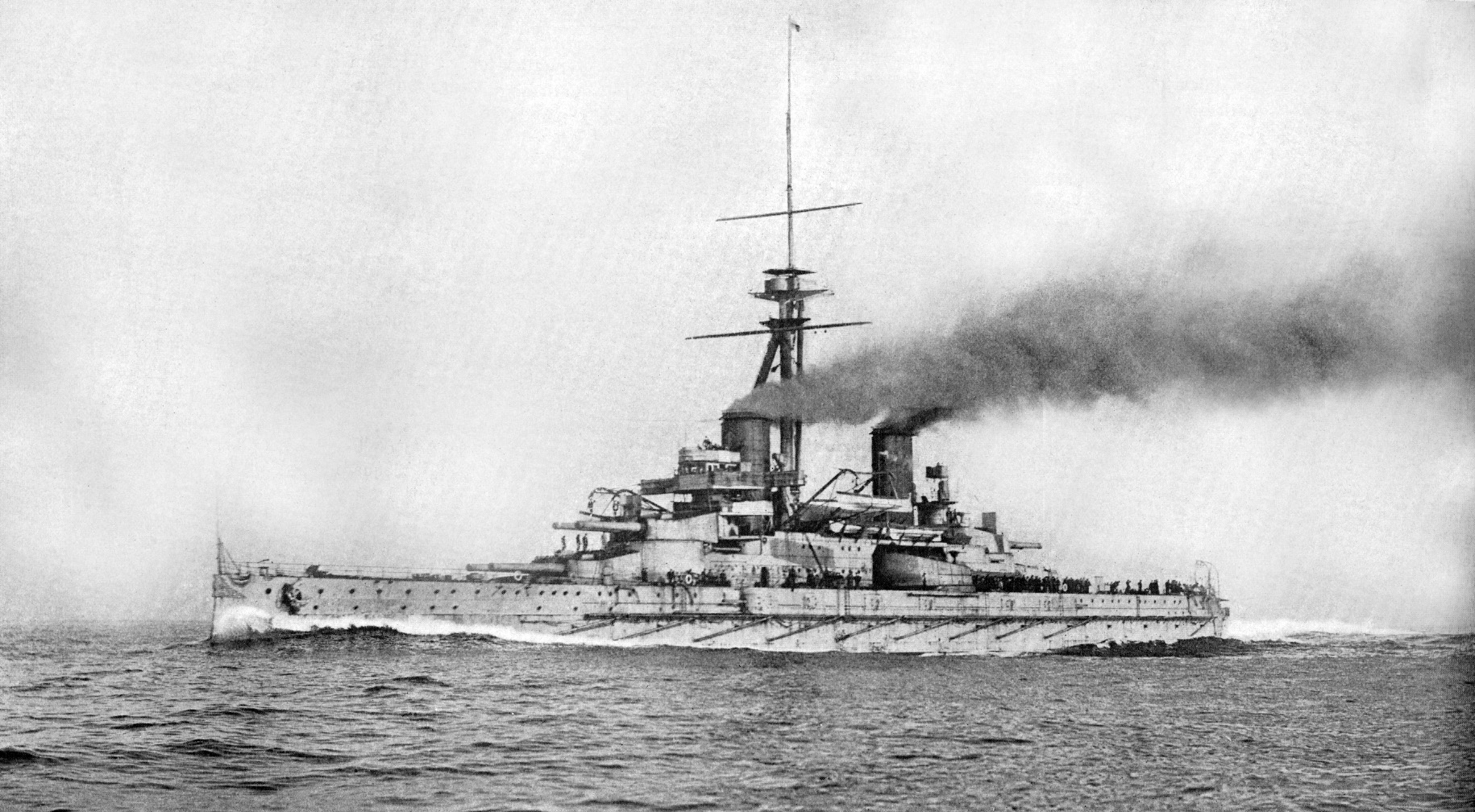
1941 übernahm Kapitän zur See Almeida den Posten als Kommandant des Schlachtschiffes Minas Gerais und behielt diesen bis 1944.

Im Januar 1939 wurde Fregattenkapitän Adalberto Lara de Almeida Chef des Stabes der Flotte (Chefe do estado-maior da Esquadra) und blieb in dieser Position bis Juni 1940. Anschließend wurde er als Delegierter in die Direktion für Marineausbildung mit der Aufgabe berufen, die Schulen für Matrosenlehrlinge zu inspizieren. Im Oktober 1940 wurde er zum Kapitän zur See (Capitão-de-mar-e-guerra) befördert und wieder zum Stab der Marine versetzt, wo er Leiter der Operationsabteilung (Divisão de Operações) wurde. Am 16. Oktober 1941 übernahm er den Posten als Kommandant des Schlachtschiffes Minas Gerais und behielt diesen bis zum 12. Februar 1944. In diesem Posten steuerte er im Januar 1943 den Hafen von Salvador an, um mögliche Angriffe von U-Booten der deutschen Kriegsmarine während des Zweiten Weltkrieges abzuwehren. Im Januar 1944 erfolgte seine Ernennung zum Marinekommandanten von Mato Grosso und er wurde im Oktober 1944 zum Konteradmiral (Contra-almirante) befördert. Im Februar 1945 wurde er zum Direktor der Marineschule (Escola Naval) in Rio de Janeiro berufen und fungierte als solcher vorübergehend auch als Leiter Generaldirektion für Marineausbildung (Diretoria Geral do Ensino Naval). Im Dezember 1945 übernahm er die Position des Direktors der Marinekriegsschule (Escola de Guerra Naval).
Im April 1946 wurde Almeida zum Vizeadmiral (Vice-almirante) befördert und löste darauf im Juni 1946 Vizeadmiral Sílvio de Noronha in der Position des Oberbefehlshabers der Flotte (Comandante-em-chefe da Esquadra) ab und hatte diese bis Oktober 1946 inne, woraufhin Vizeadmiral Flavio Figueiredo de Medeiros seine Nachfolge antrat. Im Oktober 1946 wurde Chef des Stabes (Chefe do Estado-Maior da Armada) der Marine (Marinha do Brasil) und löste damit Admiral Sílvio de Noronha ab. Im April 1948 übernahm er in Abwesenheit des amtierenden, damaligen Flottenadmirals Sílvio de Noronha vorübergehend das Amt als Marineminister. Im März 1949 wurde erneut Vizeadmiral Flávio Figueiredo de Medeiros sein Nachfolger als Chef des Stabes der Marine.